# Herminie Collard
Pour les articles homonymes, voir Collard.
Herminie Collard, née Marie Anne Herminie Bigé (Paris, 14 janvier 1827 – Paris, 28 mars 1871), est une artiste peintre française du XIXe siècle. 

## Biographie
Fille d'un financier parisien, inspecteur des finances, Louis Georges Emmanuel Bigé, Herminie Collard devient, en 1859, l'épouse d'un important industriel, Charles Collard (1811-1882), propriétaire des usines de filatures de Mouy, dans l'Oise, et qui possède un manoir près de ses usines. Depuis sa jeunesse, Herminie pratique la peinture, sous la direction d'Émile Signol, et continue de s'y consacrer en participant à différents salons où elle présente des toiles de grande taille et obtient des récompenses. Ses tableaux ont pour certains des sujets religieux, et pour d'autres, des sujets orientalistes.
De santé fragile, elle décède en 1871, sans descendance.
Son mari fait réaliser à l’effigie de son épouse une statue qui est installée sur son monument funéraire au cimetière Montparnasse, statue qui a aujourd'hui disparu. 

## La cité Herminie
Après la mort de sa femme, Charles Collard fait construire, pour les ouvriers de son entreprise, une cité de 23 logements, en forme de carré ouvert sur un côté, avec le confort moderne, proche d'un puits artésien. Au centre du carré se trouve un jardin, auquel les logements de la cité n'ont pas accès, afin de le préserver. Les ouvriers logeant dans la cité disposent en revanche chacun d'un jardin potager. La cité Herminie est inaugurée en 1881. Son architecture évoque celle des cités utopiques ouvrières, dans l'esprit du familistère de Guise.

## Les legs de Charles Collard
Après la mort de son épouse, Charles Collard lègue un ensemble de toiles de son épouse à la mairie de Clermont, dans le but qu'elles soient exposées à l'hôtel de ville. Cependant, la ville de Clermont n'ayant pas pu consacrer une des salles de sa mairie à l'exposition de ces tableaux, ceux-ci sont remis en 1922 à la mairie de Mouy, avec d'autres biens. Ces toiles de grandes dimensions, longtemps oubliées, ont été retrouvées, restaurées avec leurs cadres entre 2010 et 2018 et sont présentées désormais dans les locaux de la mairie de Mouy.
Charles Collard lègue aussi par testament de 1878, au musée de Clamecy, le portrait d'Herminie Bigé peint par elle-même en 1857, son tableau Italiennes des environs de Naples, de 1863 ; un buste en marbre blanc de Madame Collard sculpté par Jules Franceschi en 1873, et un buste du père d'Herminie Bigé sculpté par Jules Franceschi en 1875. 

## Œuvres

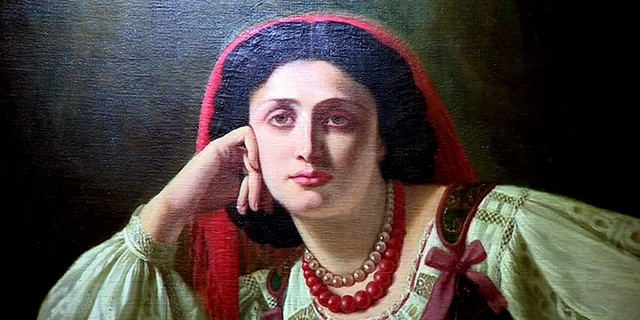
Herminie Collard, Italienne, 1870. Détail.

Trois peintures d'Herminie Collard, Sainte Catherine de 1860, Le mariage mystique de Sainte Catherine de 1864, et Sainte Catherine condamnée à mourir de faim est nourrie par les anges de 1864, ont été données à l'église de Mouy où elles ont été placées ensemble, dans une chapelle. 
Parmi les œuvres d'Herminie Collard, on relève notamment, outre quelques copies de tableaux célèbres :
- Portrait de Louis Georges Emmanuel Bigé (1851). Mairie de Mouy.
- Autoportrait [titre attribué] (1857). Musée d'Art et d'Histoire Romain Rolland de Clamecy [9]

- Les saintes femmes au tombeau du Christ (1859)
- Moïse sauvé des eaux (1859). Mairie de Mouy.
- Italiens (1860). Mairie de Mouy.
- Les Piferrari (1861)
- Femmes des environs de Rome (1861)
- Italiennes des environs de Naples (1863). Musée d'Art et d'Histoire Romain Rolland de Clamecy.
- Judith venant de couper la tête d'Holopherne (1865). Mairie de Mouy.
- Italienne (1870). Mairie de Mouy.
- Agar et Ismael (1870). Mairie de Mouy.
- Suzanne au bain (Exposé au Salon parisien de 1872). Mairie de Mouy.
- Diane sortant du bain (non daté). D'après le tableau de François Boucher. Mairie de Mouy.
- Eliezer et Rebecca (non daté). D'après le tableau de Nicolas Poussin. Mairie de Mouy.
- Le baiser (non daté). D'après le tableau d'Alfred de Dreux. Mairie de Mouy.
- Le repos du matin près d'une rivière (non daté). D'après le tableau de Louis Coignard. Mairie de Mouy.
- Prière en famille (non daté). D'après le tableau d'Édouard Dubufe. Mairie de Mouy.
- Sara la baigneuse (non daté). D'après le tableau d'Émile Signol. Mairie de Mouy.
- La fée et la Péri (non daté). Mairie de Mouy.